# マーティンズビル (バージニア州)
マーティンズビル（英: Martinsville）は、アメリカ合衆国バージニア州南部に位置する独立市である。周りをヘンリー郡に取り囲まれている。2010年国勢調査での人口は13,821人だった。アメリカ合衆国商務省経済分析局は統計上の目的で、マーティンズビル市とヘンリー郡を1つにしている。
市域のすぐ外、リッジウェイの町にマーティンズビル・スピードウェイがある。1947年に建造されたこのトラックは舗装された「スピードウェイ」として最初期のものであり、ペーパークリップに譬えられる周回長0.526マイル (847 m) のコースは、NASCARのストックカー・レース場として最短のものである。
マーティンズビル市は、ヘンリー郡を併せて構成されるマーティンズビル小都市圏の主要都市である。この小都市圏の人口は2000年時点で73,346人だった。

## 歴史

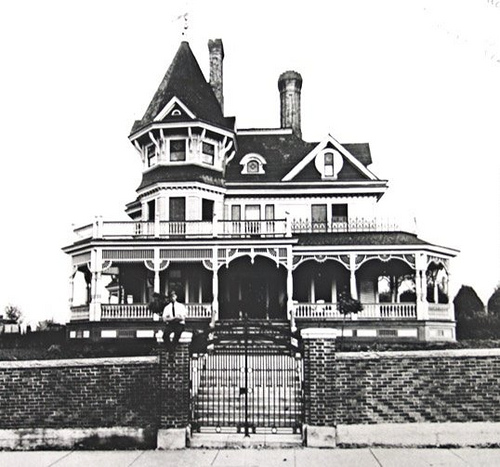
初期のタバコ製造者ヘンリー・クレイ・レスターの家、マーティンズビル市メインストリートにあったが、1940年代初期に火事で焼失した

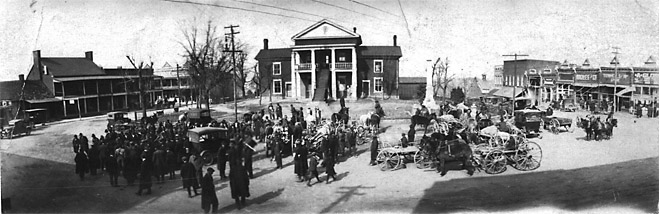
ヘンリー郡庁舎広場、1890年頃

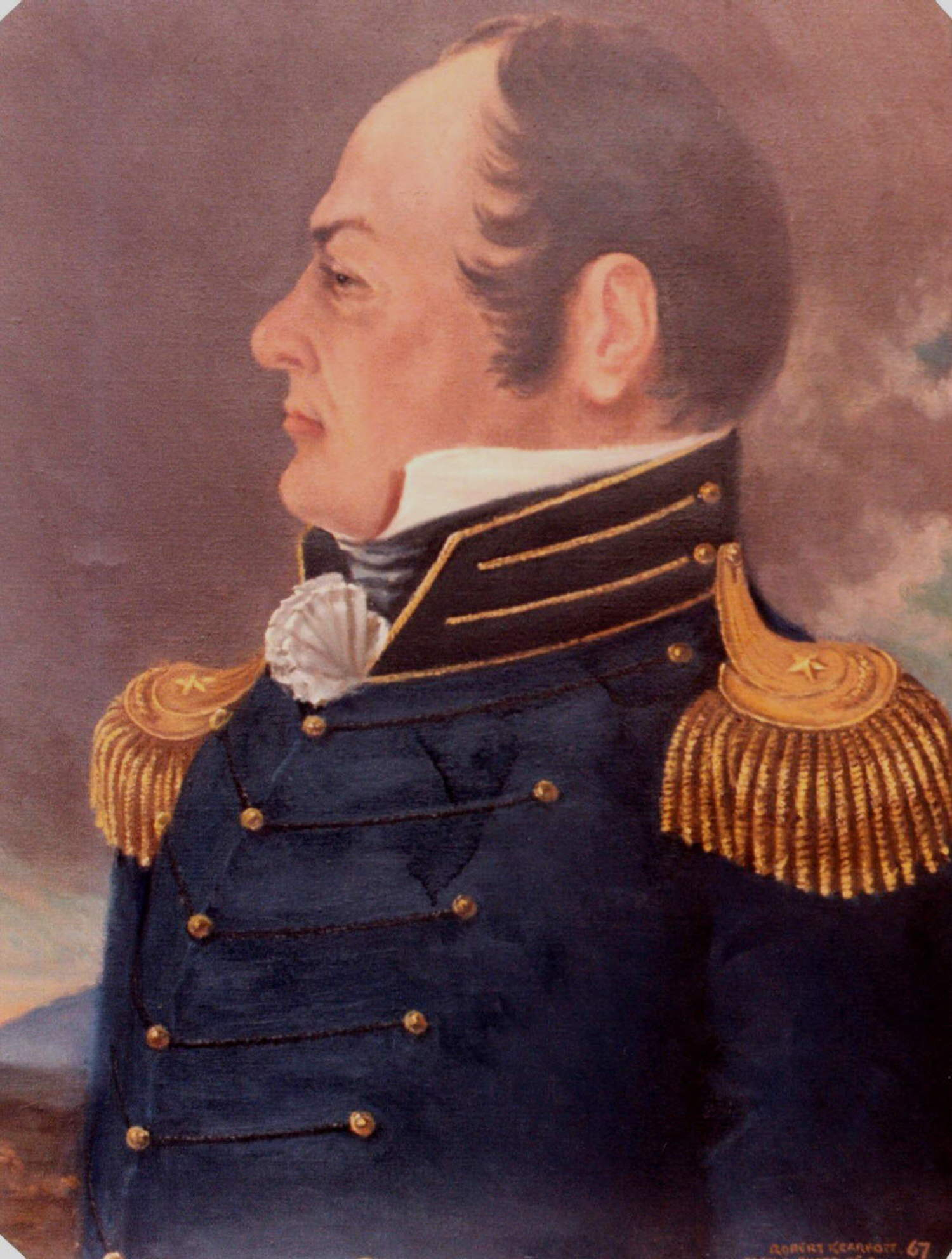
ジョセフ・マーティン将軍（1740年-1808年）、アルベマール郡で生まれ、ヘンリー郡で死んだ

マーティンズビル市はジョセフ・マーティンによって設立された。マーティンはアルベマール郡で生まれ、アメリカ独立戦争の将軍、インディアン代理人、探検家だった。そのプランテーションである「スカッフル・ヒル」は現在の市域に近いスミス川の岸にあった。マーティン将軍と独立戦争時の愛国者パトリック・ヘンリーが親友であり、ヘンリーに因んでヘンリー郡が名付けられ、ヘンリーも短期間だが郡内に住んだ。
市初期の主要産業は噛みタバコの製造だった。ヘンリー郡は「世界の噛みタバコ首都」と呼ばれる地域になった。南北戦争後にプランテーション経済が崩壊すると、地元経済も停滞するままになった。事態を打開したのはタバコ製造会社数社であり、19世紀から商品を全国に販売した。
地元の家族はこれらの会社に深くかかわり、その会社に自分の名前を関して20世紀初期までかなりの利益を上げていた。20世紀に入るとR.J.レイノルズやジェイムズ・ブキャナン・デュークがこれらの会社の大半を買収してモノポリが進んだ（大半の場合、大胆な反競争的行為の中で、この2人の巨人は一夜にしてその獲得した会社を閉鎖した。このことで後にアメリカ合衆国政府はタバコ会社に対する訴訟を起こすことになった）。初期の会社の中には、D・H・スペンサー&サンズやスペンサー・ブラザーズがあった。その他、グレイブリス、コンプトンズ、ラッカーズ、ウィトンズ、レスターズ、ブラウンズといった初期の会社設立に加わった家族もいた。
マーティンズビル市で1世紀にわたって主要産業になっているのが家具製造業であり、バージニア家具の製造メーカーが現在もこの地域にある。マーティンズビル市は1928年に独立市になることを宣言したが、ヘンリー郡の郡庁所在地であることは続けた。しかし現在、郡庁所在地は名ばかりであり、ヘンリー郡の管理と裁判所機能は近くのコリンズビルの町に移されている。
1941年、デュポン社がナイロン繊維を生産する大型工場を建設した。この繊維は軍需物資として重要であり、冷戦時代には戦略爆撃の目標にされた。このナイロン製造で、地域の繊維産業が急成長した。マーティンズビル市は「世界のセーター首都」と呼ばれた時期もあった。1990年代初期、世界的な経済構造の変化と新しい貿易条約の締結により、マーティンズビルの繊維と家具の製造は立ちいかないものになった。多くの会社が閉鎖され、数千人の労働者を解雇した。近年、市は技術開発と製造の中心として長期的な構造改革を進めている。地方政府が特定のサービスに資金手当てできないために、近い将来、マーティンズビル市は町に転換することを決める可能性がある。
マーティンズビル市教育学区で唯一の高校がマーティンズビル高校であり、生徒数は約900人である。2009年時点、この高校は10代の妊娠率で州内第2位となり、また中退率は最高になった。このことで、学校内で避妊具を入手できるようにした。
マーティンズビル市教育学区には高校1校、中学校1校、小学校2校がある。さらに市内に近いヘンリー郡内に私立で就学前から12年生までを教えるカーライル・スクールがある。児童生徒数は約600人であり、この内約130人が高校生である。
市内にはバージニア自然史博物館がある。スミソニアン博物館の傘下にあり、マーティンズビル市出身のノエル・ボーズ博士と、非営利芸術博物館でバージニア美術館傘下のピードモント芸術協会によって設立された。

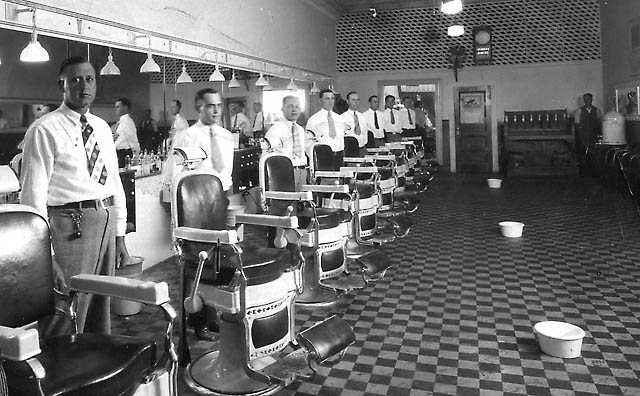
ドレイパーの床屋のスタッフ、マーティンズビル市フランクリン通り、床に置かれた白いボウルは痰壺

マーティンズビル記念病院はマーティンズビル市とヘンリー郡全体の医療をみている。最初期の地元病院は50床のシャックルフォード病院であり、ジェシー・マーティン・シャックルフォード博士が設立した。後にジョンズ・ホプキンス医科大学の初期卒業生で外科医、息子のジョン・アームストロング・シャックルフォード博士も医療に参加した。バージニア病院協会の設立者ジェシー・シャックルフォード博士は州民に対する包括的な医療を初期に提案した者だった。シャックルフォード病院は1946年に売却され、その後ジョン・シャックルフォード博士を初代外科部長としてマーティンズビル総合病院がオープンした。1970年、マーティンズビル記念病院が開業し、マーティンズビル総合病院の役目を引き継いだ。

## 地理
ポコソン市は 北緯36度41分10秒 西経79度52分9秒 / 北緯36.68611度 西経79.86917度 に位置する。
アメリカ合衆国国勢調査局に拠れば、市域全面積は11.0平方マイル (28 km2) であり、このうち陸地が11.0平方マイル (28 km2)、水域は0.1平方マイル (0.26 km2) であり、水域率は0.45%である。市の北側が最も標高が高い。東側の斜面が南のスミス川に向かって標高を下げている。西側は丘陵である。

## 人口動態

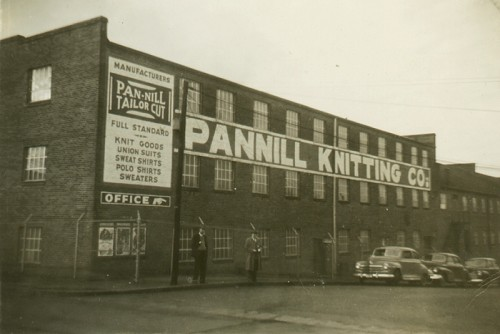
パニル・ニッティング社、1926年に設立された初期の繊維会社

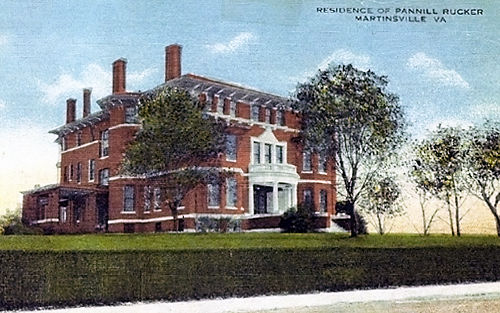
オーク・ホール、初期タバコ製造会社の経営者パニル・ラッカーの家屋、1917年2月19日に焼失した

以下は2000年国勢調査による人口統計データである。
| 基礎データ - 人口: 15,416人 - 世帯数: 6,498 世帯 - 家族数: 4,022 家族 - 人口密度: 543人/km2（1,407人/mi2） - 住居数: 7,249軒 - 住居密度: 255軒/km2（662軒/mi2） 人種別人口構成 - 白人: 55.38% - アフリカン・アメリカン: 42.55% - ネイティブ・アメリカン: 0.10% - アジア人: 0.47% - その他の人種: 0.69% - 混血: 0.81% - ヒスパニック・ラテン系: 2.32% 年齢別人口構成 - 18歳未満: 22.6% - 18-24歳: 7.0% - 25-44歳: 26.7% - 45-64歳: 23.2% - 65歳以上: 20.6% - 年齢の中央値: 41歳 - 性比（女性100人あたり男性の人口） - 総人口: 82.4 - 18歳以上: 78.4 | 世帯と家族（対世帯数） - 18歳未満の子供がいる: 26.3% - 結婚・同居している夫婦: 39.0% - 未婚・離婚・死別女性が世帯主: 19.1% - 非家族世帯: 38.1% - 単身世帯: 34.2% - 65歳以上の老人1人暮らし: 15.4% - 平均構成人数 - 世帯: 2.27人 - 家族: 2.89人 収入と家計 - 収入の中央値 - 世帯: 27,441米ドル - 家族: 35,321米ドル - 性別 - 男性: 28,530米ドル - 女性: 21,367米ドル - 人口1人あたり収入: 17,251米ドル - 貧困線以下 - 対人口: 19.2% - 対家族数: 14.0% - 18歳未満: 25.6% - 65歳以上: 16.9% - 失業率（2010年8月）: 20% |

## スポーツ
大学夏季野球リーグの1つであるコースタル・プレーン・リーグに属するマーティンズビル・マスタングスが、マーティンズビルを本拠地にしている。球場はフッカー・フィールドである。2005年のシーズンから参戦した。またマーティンズビル・スピードウェイがある。NASCARがスプリントカップ・シリーズを年2回開催している。

## 著名な出身者

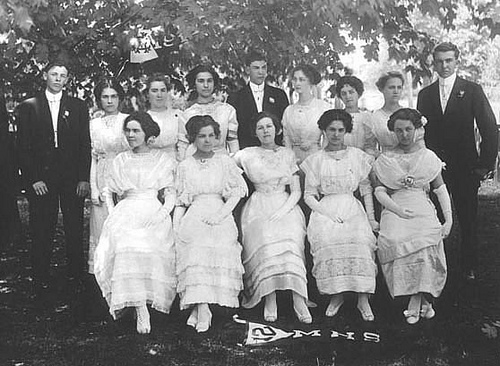
マーティンズビル高校、1912年のクラス

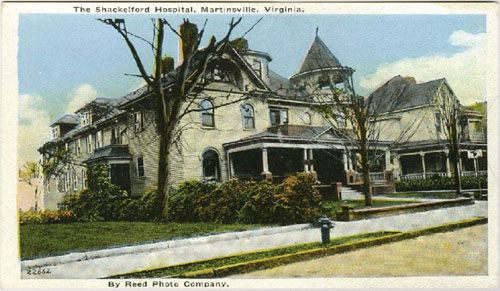
シャックルフォード病院、ジェシー・マーティン・シャックルフォード博士が設立した。マーティンズビル記念病院の前身

- パトリック・ヘンリー、アメリカ合衆国建国の父、ヘンリー郡のレザーウッド・プランテーションに住んだ
- ルー・ウィテカー、メジャーリーグベースボール選手